# Park Narodowy Ivindo
Park Narodowy Ivindo (fr. Parc national d'Ivindo) – park narodowy, położony w środkowo-wschodnim Gabonie, obejmuje obszar 300 tys. hektarów, w większości porośnięty lasem deszczowym. Przez park przepływa rzeka Ivindo, dopływ Ogowe. Na terenie parku znajduje się także szczyt Mount Kingué (749 m).
Park zamieszkuje wiele gatunków afrykańskich ssaków, m.in. goryl nizinny, bawół leśny, dzikan rzeczny, sitatunga sawannowa oraz jedna z ostatnich populacji słonia leśnego. Występuje tu także ponad 430 gatunków ptaków, m.in. sępowronka kameruńska.
W 2021 roku park został wpisany na listę światowego dziedzictwa UNESCO.

## Galeria

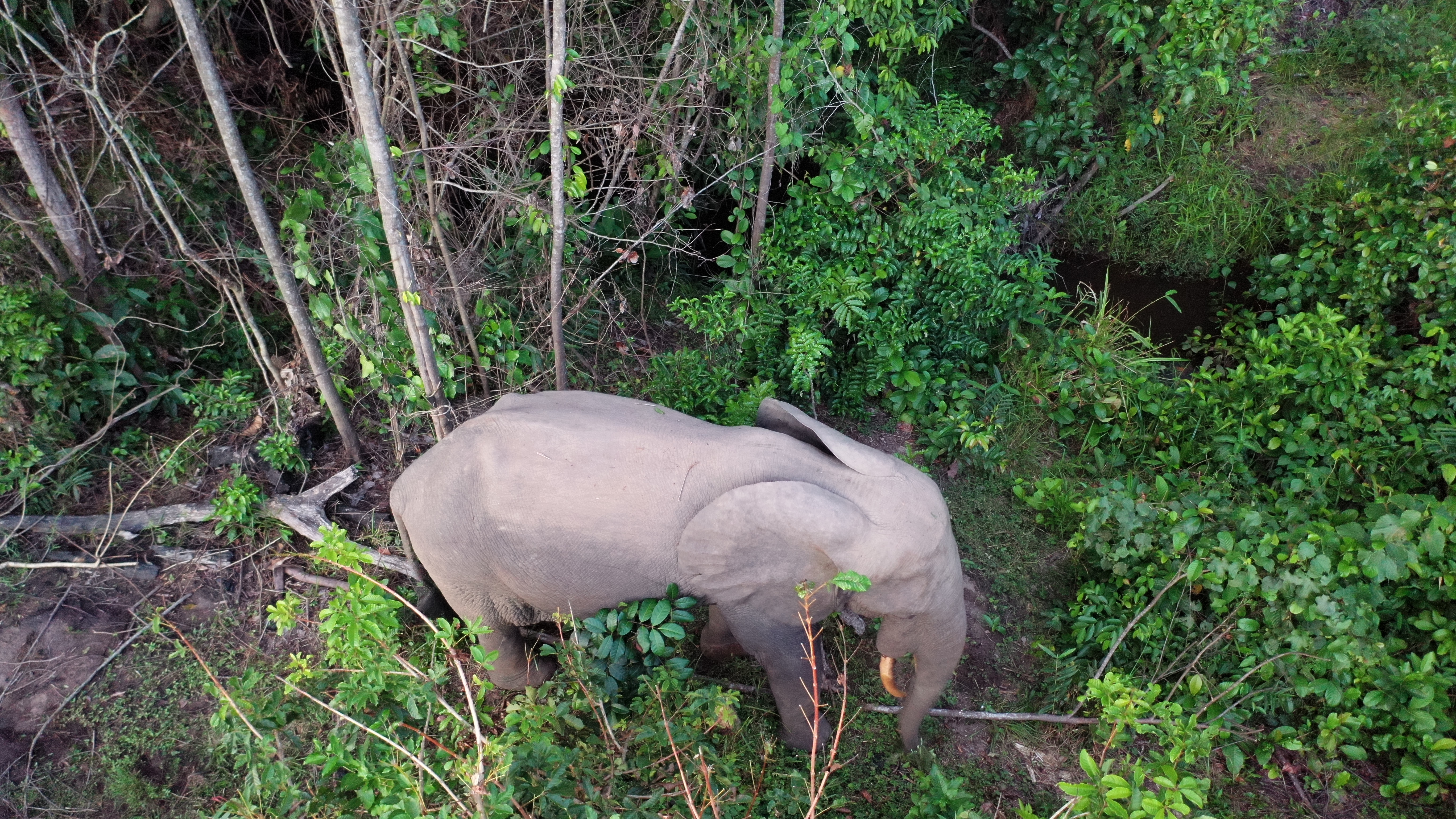
Słoń leśny w Parku Narodowym Ivindo
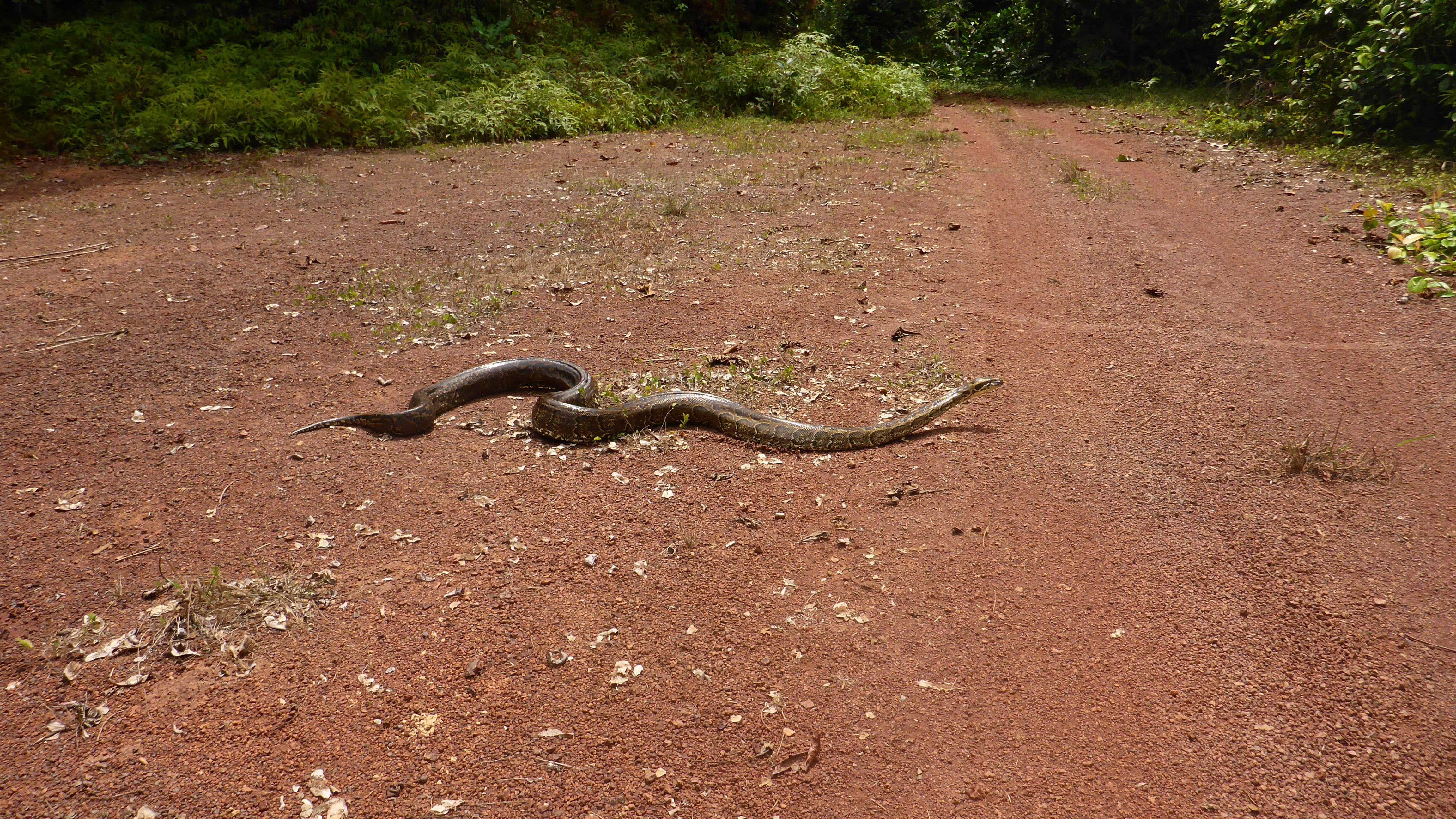
Pyton Skalny w Parku Narodowym Ivindo
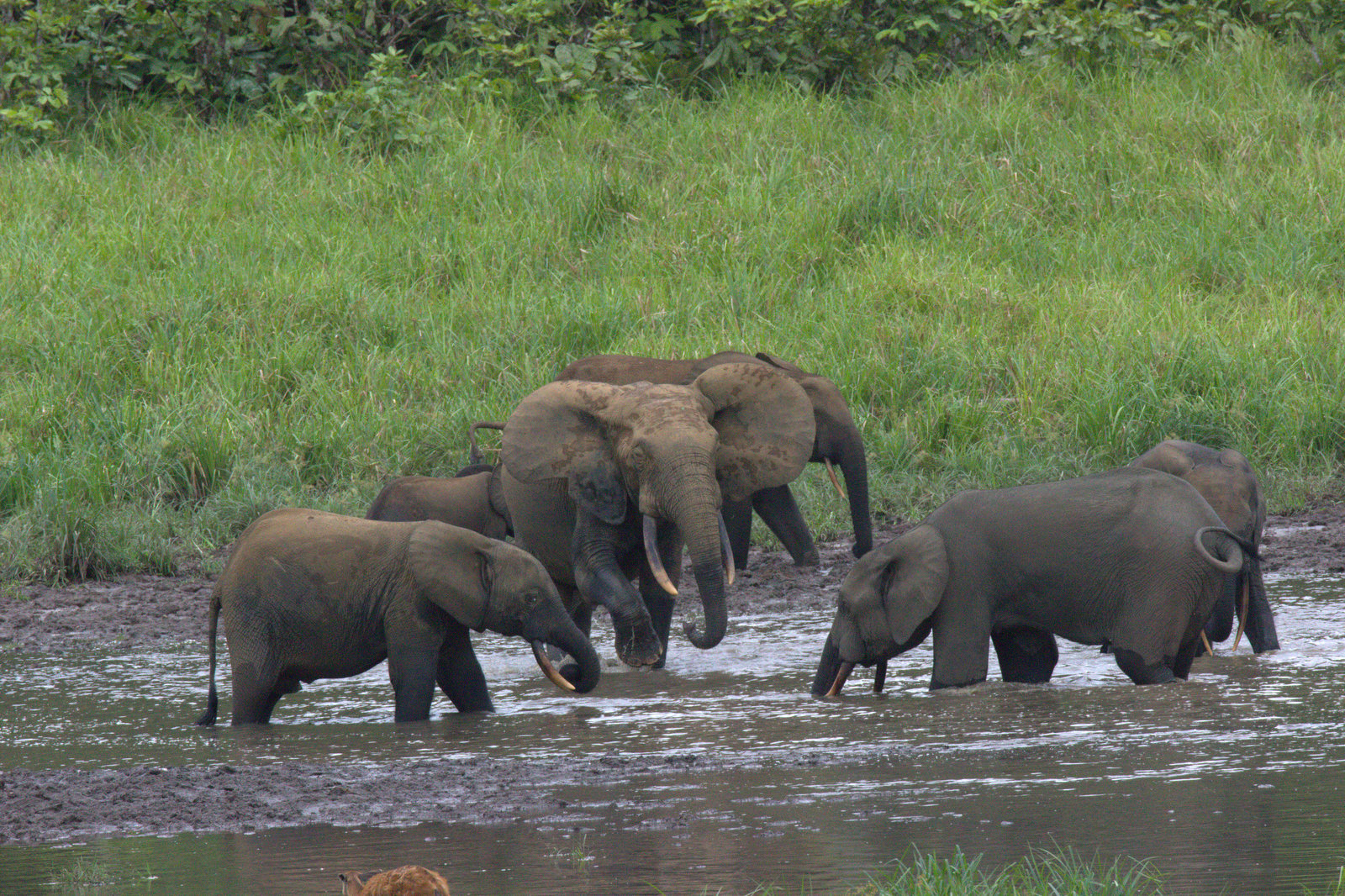
Słonie leśne w Parku Narodowym Ivindo